# Špilja iznad Velikog bresta
Špilja iznad Velikog bresta este o arie protejată (sit de importanță comunitară — SCI) din Croația întinsă pe o suprafață de 0,78 ha, integral pe uscat.

## Localizare
Centrul sitului Špilja iznad Velikog bresta este situat la coordonatele 45°25′46″N 14°05′44″E / 45.429479°N 14.095515°E.

## Înființare
Situl Špilja iznad Velikog bresta a fost declarat sit de importanță comunitară în iulie 2013 pentru a proteja un număr necunoscut de specii din flora spontană și fauna sălbatică aflate în arealul zonei.

## Biodiversitate
Situată în ecoregiunea mediteraneană, aria protejată conține 1 habitat natural: Peșteri inaccesibile publicului.
La baza desemnării sitului se află un număr nedeclarat de specii protejate.